# Contramão (canção)
"Contramão" é uma canção da cantora brasileira de rock Pitty com a participação de Tássia Reis e Emmily Barreto, lançado sem álbum em 5 de junho de 2018, acompanhada de um videoclipe.

## Precedentes
A canção foi composta há alguns anos pela roqueira baiana, que decidiu lançá-la só então. A canção veio acompanhada também de um videoclipe estrelando as três artistas nordestinas. "Ano passado me veio o insight que essa canção tinha que ter mais vozes, mais cores, mais sons, diferentes linguagens. Aí pensei em outras mulheres pra cantar comigo e chegar nesse lugar de mistura. Chamei Emmily Barreto, do Far From Alaska, e Tássia Reis", disse Pitty.

## Videoclipe
Também lançado no dia 5 de junho de 2018, o videoclipe foi dirigido por Judith Belfer. No vídeo, as três intérpretes da canção, cantam juntas em um cenário e momentos de dança.

## Ficha técnica: videoclipe
- Diretora: Judith Belfer
- Primeira assistente de direção: Ana Rios
- Segunda assistente de direção: Clara Barbosa
- Fotografia: Julia Equi
- Arte: Rebeca Ukstin
- Assistente de Arte: Shani Rozansky
- Produtora Executiva: Gabriela Boghosian
- Diretora de produção: Flavia Sereno
- Assistentes de produção: Thaís Tojal
- Coordenadores de produção: Fernando Contreras
- Assistentes de coordenação: Daniela de Oliveira e Daniel Bento Borges
- Figurinista: Gustavo Silvestre
- Maquiadora: Omar Begea
- Cabeleireira Tássia: Diva Green
- Logger: Matthan Ribeiro Mancen
- Coordenação de pós: Lili Carvalho
- Assistente de Coordenação de pós: Patrícia Martins
- Finalização: Gustavo Carvalho e Kaique Araújo
- Assistente de Ilha: Aline Barros, Fernando Diniz e Matheus Clemente
- Finalizadoras: Lili Carvalho e Patricia Martins
- Correção de cor: DOT Cine
- Montador: Alexandre Boechat